# Campo de fútbol municipal de Encamp
El campo de fútbol municipal de Encamp es un estadio de fútbol ubicado en la parroquia de Encamp, Andorra. El estadio tiene capacidad para 500 personas y alberga partidos de la primera división y Segunda División de Andorra. Además, desde 2019 hasta 2021, también fue sede enfrentamientos de la Segunda División B de España, pues es el escenario habitual del Fútbol Club Andorra, que participa en el sistema de ligas del fútbol español.